# プルメリアの伝説 天国のキッス
『プルメリアの伝説 天国のキッス』（プルメリアのでんせつ てんごくのキッス）は、1983年7月2日に公開された日本映画である。東宝映画・サンミュージック製作、東宝配給。松田聖子の主演第2作。監督はアイドル映画の名手・河崎義祐。上映時間：95分
封切時に集英社のコバルト文庫からノベライズ小説を本作の脚本を担当した田波靖男自身が書いて出版された。

## ストーリー
ハワイに渡って事業に成功した父のもと、ハワイ生まれの早坂恵美子（松田聖子）はハワイ大学の学生だった。ホテル業を経営する日系人の国吉明（山下真司）と見合いをし、二人はつきあうことになる。一度日本を見たいと日本に渡った恵美子は、明の恋人だった岸本まゆみ（神保美喜）の弟に襲われ、そこを寺尾慎治（中井貴一）に救われる。慎治は工場で働きながらウィンドサーフィンをする青年だった。二人はひかれあい、恵美子は明に別れを告げる。恵美子はハワイに戻り、慎治もサーフィンの大会のためハワイに来て、恵美子は両親に慎治を紹介する。だが恨みに燃えた明は、サーフィン中の慎治にモーターボートで攻撃をしかけ、それを救おうとした恵美子はセールで頭を打って…。

## スタッフ
- 製作：田久保正之
- 企画：小倉斉、相澤秀禎
- 脚本：中岡京平、安斉あゆ子、田波靖男、河崎義祐
- 音楽：福井崚
- 撮影：古山正
- 照明：粟木原毅
- 録音：田中信行
- 美術：樋口幸男
- 編集：山地早智子
- 助監督：橋本伊三郎
- 監督：河崎義祐

## キャスト
- 早坂恵美子：松田聖子
- 寺尾慎治：中井貴一
- 広瀬悠子：小野みゆき
- 国吉明：山下真司
- 岸本まゆみ：神保美喜
- 早坂達朗：宝田明
- 早坂千枝：小山明子
- 早坂真理子：中里博美
- 石井圭子：朝丘雪路
- 石井健市：松田洋治
- 村上：田崎潤
- 立原：溝口伸郎
- 呉服屋の番頭：小島三児
- ヨットハーバーの店主：下元勉

## 主題歌
松田聖子「天国のキッス」（発売元：CBSソニー）

## 作品の評価
- 北川れい子は「脚本も監督も、松田聖子という現象に、徹底的して寄りかかって作っているというところがスゴい…まさに聖子てんこ盛り。前作の『野菊の墓』とあまりに落差がありすぎて足をとられかねない。『野菊の墓』の澤井信一郎監督による聖子攻略は、アイドル・タレントという松田聖子現象を一切突き放し、あくまでも作品の素材として彼女を演出することにあったが、今にして思えば原作ものの文芸メロドラマだったからそれが可能であったといえなくはない…それにしても前半のせっかくのコメディ・タッチが、中井貴一と出逢うあたりで消えてしまったのは惜しい…この映画の中井貴一の退屈さは酷い」などと評している[3]。
- 秋本鉄次は「歌謡世界の容易な延長のような新作より『野菊の墓』みたいな封建下のかわいそヒロインとしてキッチリ撮られた聖子チャンを見たかった」などと評している[5]。
- 杉目小太郎は「脚本と監督がア〇ウのせいで、また一人アイドルをコケにしなければならない…この女は決定的にグ〇〇〇ク…」などと評している[5]。
- 松田政男は「中盤を過ぎる辺りで喜劇タッチと打って変わった悲劇調になるのは、サーファー役が板につかない中井貴一のキャラクターよりも、初稿の中岡京平から河崎義祐まで四人がかりで脚本をいじくり回したからだろう」などと評している[5]。
- 江森盛夫は「松田聖子、シブがき隊、マッチなど、この夏、多くのアイドル映画が濫作されたが、上出来だったのは原田知世主演・大林宣彦監督の『時をかける少女』一本だけだった」などと評している[6]。

## 同時上映
『刑事物語2 りんごの詩』
- 主演：武田鉄矢
- 監督：杉村六郎